# Polycarpa flava
Polycarpa flava är en sjöpungsart som beskrevs av Kott 1985. Polycarpa flava ingår i släktet Polycarpa och familjen Styelidae. Inga underarter finns listade i Catalogue of Life.